# Cuenca del río Maipo
La cuenca del río Maipo es el espacio natural comprendido por la cuenca hidrográfica del río Maipo. Este espacio coincide con el espacio administrativo homónimo definido en el inventario de cuencas de Chile (BNA) con el número 057 que se extiende desde la divisoria de las aguas en la cordillera de los Andes hasta su desembocadura en el océano Pacífico.
A partir de los años 70 se ha ampliado el concepto de cuenca hasta entender, ya en los primeros años del siglo XXI, una cuenca hidrográfica en lo que respecta a su definición espacial y funcional, como la unidad geopolítica y socioeconómica más apropiada y racional para el desarrollo integrado de los recursos de tierras y aguas asociados a la vegetación y en conjunto con los usuarios de nivel local y regional.: 17 : 4 

## Límites y relieve

Distribución de comunas alrededor de la cuenca del río Maipo. La línea verde es la división regional, la roja es la división comunal chilena o departamental argentina y la azul es la división de cuencas. En verde la cuenca del río Maipo.

La cuenca desemboca en Llolleo y, siguiendo el sentido de las agujas del reloj, limita al noroeste con las cuencas costeras entre Aconcagua y Maipo (ítem 055), entre ellas el estero Marga Marga, estero Casablanca, etc. Derechamente al norte limita con la cuenca del río Aconcagua, al este con las cuencas transandinas del río Tunuyán, al sur con la cuenca del río Rapel, y al suroeste con las cuencas costeras entre Maipo y Rapel, entre ellas el estero El Yali y el estero Maitenlahue. 
Sus extremos alcanzan las coordenadas geográficas 32°56'S, 34°05′S, 69°46′W y 71°40'W.
Al norte queda separado del río Aconcagua por un cordón transversal del cual el cordón de Chacabuco es parte y que incluye el cerro Juncal (6110 m s. n. m.), donde se ubican varios glaciares que comparte con el río Aconcagua, hasta el cerro El Roble (2222 m s. n. m.). El cordón es la divisoria de aguas con la cuenca del río Aconcagua que es la más austral de las cuencas formadas por los valles transversales que caracterizan el norte chico de Chile. Luego, hacia el sur se emplaza un plano de unos 100 km y un ancho medio de 35 km en dirección este-oeste que es la cuenca del Maipo limitada al sur por la angostura de Paine. La parte sur de la cuenca esta cubierta por sedimentos aportados por los ríos Mapocho y Maipo. Sin embargo, su parte norte, a falta de ríos poderosos como los mencionados, no tiene un cono de deyección y ha quedado algo más sumergida frente a la de más al sur dificultando el drenaje de sus aguas, más aún por un cordón sumergido del que solo aparecen el cerro Renca y el cerro Navia (cerro). A raíz de esto sus aguas son salinas y en algunos casos se observa un comportamiento endorreico como en el humedal de Batuco.: 19 
En la cuenca se aprecian los tres rasgos morfoestructurales mayores que caracterizan a la zona central de Chile: la cordillera de los Andes , la depresión intermedia y la cordillera de la Costa.: 92  A ellos se agrega las planicies litorales y la precordillera. A partir de esta cuenca, la depresión intermedia se extiende ininterrumpidamente hasta el límite sur de la cuenca del río Biobío.

## Población y regiones
La cuenca comprende prácticamente la totalidad del territorio de la Región Metropolitana, parte de la Región de Valparaíso y de la Región de O'Higgins. En la cuenca existen 163 localidades pobladas, de las cuales 22 son ciudades y el resto corresponden a poblados y asentamientos rurales.: 18 
| Nombre            | Población comunal en 2002 | Cauces asociados          |
| ----------------- | ------------------------- | ------------------------- |
| Gran Santiago     | 4.668.473                 | Río Mapocho               |
| Talagante         | 217.449                   | Río Mapocho               |
| Melipilla         | 141.165                   | Estero Puangue, Río Maipo |
| Peñaflor          | 66.619                    | Río Mapocho               |
| Buin              | 63.419                    | Río Maipo                 |
| Paine             | 50.028                    | Río Maipo                 |
| El Monte          | 26.459                    | Río Maipo                 |
| Isla de Maipo     | 25.798                    | Río Maipo                 |
| Curacaví          | 24.298                    | Estero Puangue            |
| Calera de Tango   | 18.235                    | Río Maipo                 |
| Til Til           | 14.755                    | Estero Lampa              |
| San José de Maipo | 13.376                    | Río Colorado, Río Maipo   |

## Subdivisiones

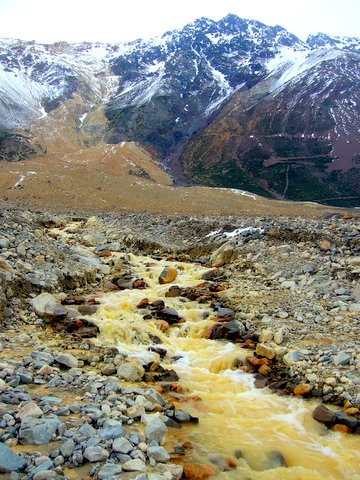
Orígenes del Maipo en la cordillera.

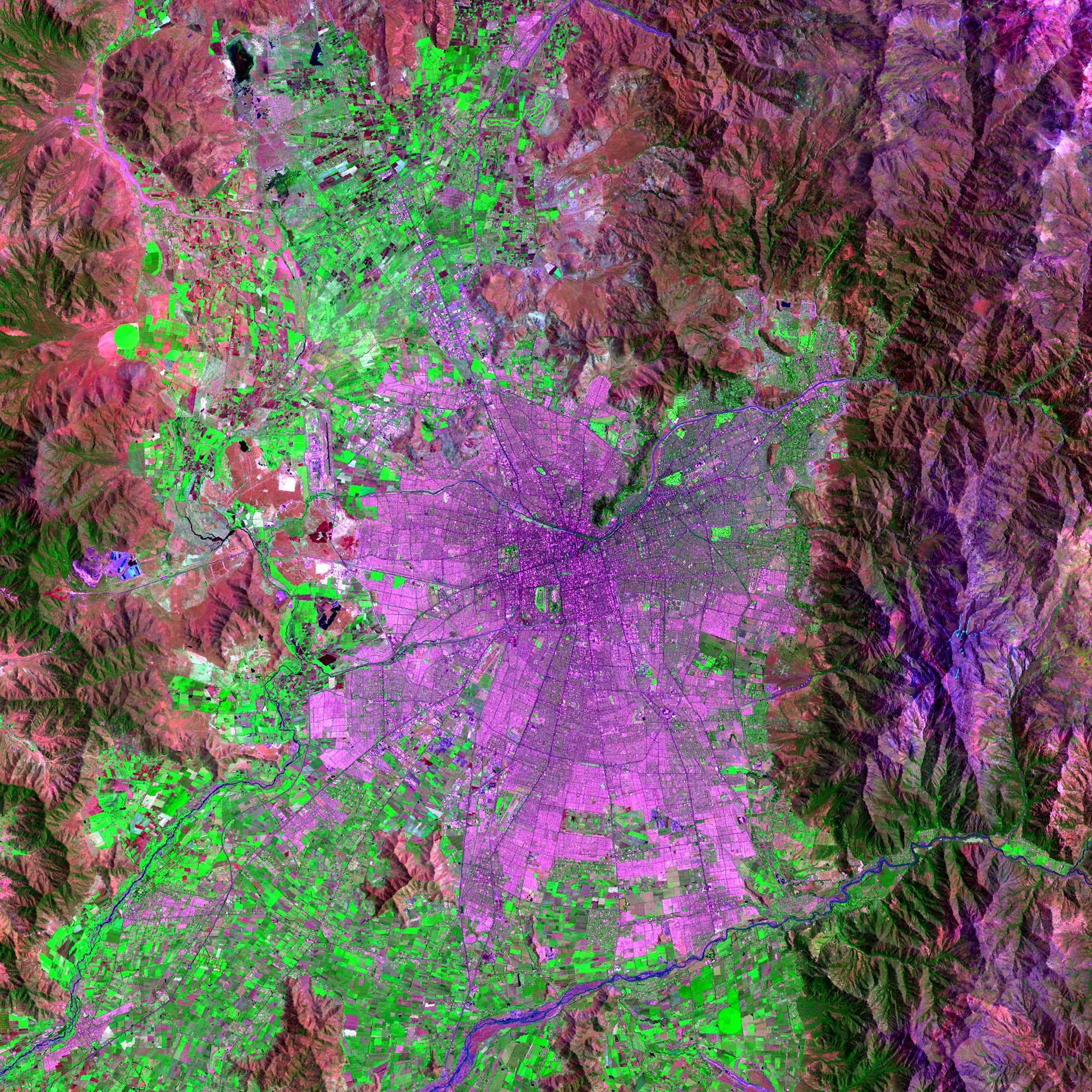
El valle central de Chile, entre Los Andes a la derecha y la cordillera de la Costa a la izquierda, a orillas del Maipo, está casi completamente ocupado por el Gran Santiago.

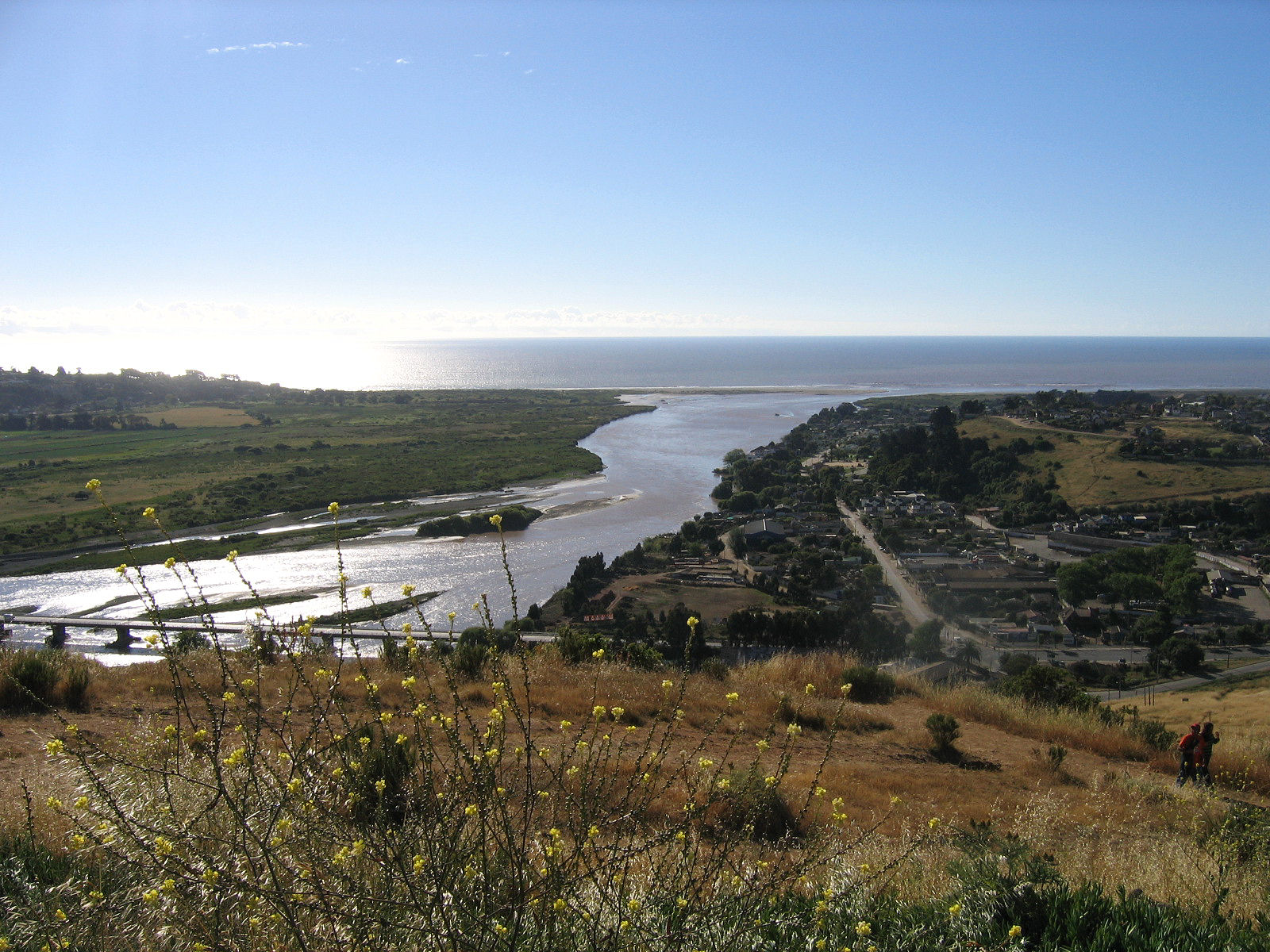
Planicies litorales en Llolleo, la desembocadura del Maipo.

La Dirección General de Aguas subdivide o reúne las cuencas de Chile acorde a las necesidades de estudio y gestión. Existen dos inventarios que han logrado ser aceptados como principales, el inventario de cuencas del Banco Nacional de Aguas (BNA) de 1978, de mayor uso, y el inventario de cuencas del Departamento de Administración de Recursos Hídricos (DARH) de 2014 de mejor cartografía que ha obligado a redefinir algunos límites, a veces con cambios mayores, pero también por algunas redefiniciones del concepto de subcuenca.
Bajo el BNA el código del ítem es 057 y con el DARH es 1300.
La subdivisión del BNA es como sigue:
| Cuenca               | Subcuenca | Subsubcuenca | Aguas                                                                           | Área drenaje | Observaciones |
| -------------------- | --------- | ------------ | ------------------------------------------------------------------------------- | ------------ | ------------- |
| 057 Río Maipo (mapa) |           |              |                                                                                 |              |               |
| 057                  | 0570      | 05700        | Río Maipo bajo junta Río Negro                                                  | 768          |               |
| 057                  | 0570      | 05701        | Río Maipo entre Río Negro y Río Volcán                                          | 737          |               |
| 057                  | 0570      | 05702        | Río Volcán                                                                      | 523          |               |
| 057                  | 0570      | 05703        | Río Yeso                                                                        | 627          |               |
| 057                  | 0570      | 05704        | Río Maipo entre Río Volcán y Río Colorado                                       | 533          |               |
| 057                  | 0570      | 05705        | Río Colorado antes junta Río Olivares                                           | 789          |               |
| 057                  | 0570      | 05706        | Río Olivares                                                                    | 543          |               |
| 057                  | 0570      | 05707        | Río Colorado entre Río Olivares y Río Maipo                                     | 338          |               |
| 057                  | 0571      | 05710        | Río Maipo Entre Estero Colorado y Río Clarillo                                  | 303          |               |
| 057                  | 0571      | 05711        | Río Clarillo                                                                    | 337          |               |
| 057                  | 0571      | 05712        | Río Maipo Entre Río Clarillo y Estero Angostura                                 | 395          |               |
| 057                  | 0571      | 05713        | Estero Angostura Antes Junta Estero Paine (I)                                   | 709          |               |
| 057                  | 0571      | 05714        | Estero Paine                                                                    | 204          |               |
| 057                  | 0571      | 05715        | Estero Angostura Entre Estero Paine (I) y Bajo Junta Estero Paine (II)          | 160          |               |
| 057                  | 0571      | 05716        | Estero Angostura Entre Estero Paine (II) y Río Maipo                            | 264          |               |
| 057                  | 0571      | 05717        | Río Maipo Entre Estero Angostura y Río Mapocho                                  | 202          |               |
| 057                  | 0572      | 05720        | Río Molina                                                                      | 301          |               |
| 057                  | 0572      | 05721        | Río San Francisco                                                               | 298          |               |
| 057                  | 0572      | 05722        | Río Mapocho Entre Río San Francisco y Bajo Junta Estero Arrayan                 | 285          |               |
| 057                  | 0572      | 05723        | Río Mapocho entre Estero Arrayan y bajo unta Estero de Las Rosas                | 139          |               |
| 057                  | 0573      | 05730        | Río Mapocho Entre Estero de Las Rosas y Estero Lampa y Bajo Zanjon de la Aguada | 842          |               |
| 057                  | 0573      | 05731        | Estero Quilapilun Bajo Junta Estero la Margarita                                | 330          |               |
| 057                  | 0573      | 05732        | Estero Chacabuco Entre Estero La Margarita y Estero Tiltil                      | 325          |               |
| 057                  | 0573      | 05733        | Estero Tiltil                                                                   | 429          |               |
| 057                  | 0573      | 05734        | Estero Lampa Entre Estero Tiltil y Estero Colina                                | 264          |               |
| 057                  | 0573      | 05735        | Estero Colina                                                                   | 467          |               |
| 057                  | 0573      | 05736        | Estero Lampa Entre Estero Colina y Río Mapocho                                  | 461          |               |
| 057                  | 0573      | 05737        | Río Mapocho entre Zanjon de la Aguada y Río Maipo                               | 339          |               |
| 057                  | 0574      | 05740        | Río Maipo Entre Río Mapocho y Estero Puangue                                    | 477          |               |
| 057                  | 0574      | 05741        | Estero Puangue Antes Estero Caren                                               | 312          |               |
| 057                  | 0574      | 05742        | Estero Puangue Entre Antes Estero Caren y Antes Estero Zapata                   | 240          |               |
| 057                  | 0574      | 05743        | Estero Puangue Entre Antes Estero Zapata y Estero Sin Nombre                    | 122          |               |
| 057                  | 0574      | 05744        | Estero Puangue Entre Estero Sin Nombre y Bajo Junta Estero Amestica             | 577          |               |
| 057                  | 0574      | 05745        | Estero Puangue Entre Estero Amestica y Bajo Junta Estero de los Mayos           | 292          |               |
| 057                  | 0574      | 05746        | Estero Puangue Entre Estero de Los Mayos y Río Maipo                            | 354          |               |
| 057                  | 0574      | 05747        | Río Maipo entre Estero Puangue y bajo junta Estero Popeta                       | 576          |               |
| 057                  | 0574      | 05748        | Río Maipo Entre Estero Popeta y Desembocadura                                   | 414          |               |
| total:               | 5         | 37           | Región: V-RM-VI ((4-91-5)%) / Tipo: Exorreica / Desemb.: O. Pacífico            | 14939 km²    |               |

La disposición de cuencas en el inventario DARH es la siguiente:
| Código      | Nombre                                           | Código en mapa   | Tipología de cuenca | Vertiente de cuenca | Origen de cuenca | Temperatura media anual (C°) | Temperatura máxima (C°) | Temperatura mínima (C°) | Precipitación anual (mm) | Número de estaciones fluviométricas | Número de estaciones pluviométricas | Área (km²)       |
| ----------- | ------------------------------------------------ | ---------------- | ------------------- | ------------------- | ---------------- | ---------------------------- | ----------------------- | ----------------------- | ------------------------ | ----------------------------------- | ----------------------------------- | ---------------- |
| 1300        | Cuenca Río Maipo                                 | Cuenca Río Maipo | Cuenca Río Maipo    | Cuenca Río Maipo    | Cuenca Río Maipo | Cuenca Río Maipo             | Cuenca Río Maipo        | Cuenca Río Maipo        | Cuenca Río Maipo         | Cuenca Río Maipo                    | Cuenca Río Maipo                    | Cuenca Río Maipo |
| 13000000    | Río Maipo desde Río Colorado hasta Río Mapocho   | 1                | Exorreica           | Pacífico            | PluvioNival      | 13.8                         | 28.8                    | 2.2                     | 501.2                    | 7                                   | 2                                   | 788.0            |
| 1300000000  | Río Clarillo                                     | 2                | Exorreica           | Pacífico            | PluvioNival      | 11.3                         | 26.2                    | -0.2                    | 644.7                    | 1                                   | 1                                   | 332.8            |
| 1300000001  | Río Maipo entre Río Volcán y Río Colorado        | 3                | Exorreica           | Pacífico            | PluvioNival      | 7.9                          | 22.2                    | -3.4                    | 636.3                    | 2                                   | 4                                   | 534.4            |
| 13000000010 | Río Yeso                                         | 4                | Exorreica           | Pacífico            | PluvioNival      | 2.0                          | 15.8                    | -9.2                    | 518.1                    | 6                                   | 5                                   | 628.1            |
| 13000000011 | Río El Volcán                                    | 5                | Exorreica           | Pacífico            | PluvioNival      | 1.6                          | 15.5                    | -9.7                    | 543.3                    | 2                                   | 3                                   | 524.7            |
| 13000000012 | Río Maipo hasta junta Río Volcán                 | 6                | Exorreica           | Pacífico            | PluvioNival      | 2.7                          | 16.7                    | -8.6                    | 602.3                    | 2                                   | 4                                   | 1485.1           |
| 1300000002  | Río Colorado                                     | 7                | Exorreica           | Pacífico            | PluvioNival      | 2.0                          | 15.7                    | -9.2                    | 480.9                    | 3                                   | 1                                   | 1123.5           |
| 13000000020 | Río Olivares                                     | 8                | Exorreica           | Pacífico            | PluvioNival      | -0.2                         | 13.1                    | -11.3                   | 449.4                    | 1                                   | 0                                   | 543.4            |
| 1300000003  | Río Angostura entre Río Peuco y junta Río Maipo  | 9                | Exorreica           | Pacífico            | Pluvial          | 15.1                         | 30.3                    | 3.4                     | 515.5                    | 3                                   | 1                                   | 305.5            |
| 13000000030 | Estero Peralillo                                 | 10               | Exorreica           | Pacífico            | Pluvial          | 13.3                         | 28.0                    | 2.3                     | 604.7                    | 1                                   | 1                                   | 254.9            |
| 13000000031 | Estero Cardonal                                  | 11               | Exorreica           | Pacífico            | Pluvial          | 13.2                         | 28.4                    | 1.6                     | 602.8                    | 0                                   | 0                                   | 211.3            |
| 13000000032 | Estero Codegua                                   | 12               | Exorreica           | Pacífico            | PluvioNival      | 10.1                         | 24.9                    | -1.2                    | 704.5                    | 1                                   | 0                                   | 410.3            |
| 13000000033 | Río Peuco                                        | 13               | Exorreica           | Pacífico            | PluvioNival      | 9.5                          | 24.0                    | -1.7                    | 707.3                    | 0                                   | 0                                   | 223.2            |
| 13000100    | Río Mapocho                                      | 14               | Exorreica           | Pacífico            | PluvioNival      | 14.1                         | 29.0                    | 2.4                     | 420.6                    | 17                                  | 12                                  | 1205.7           |
| 1300010000  | Estero Lampa                                     | 15               | Exorreica           | Pacífico            | Pluvial          | 13.6                         | 27.8                    | 2.4                     | 385.7                    | 1                                   | 0                                   | 549.3            |
| 13000100000 | Estero Tiltil                                    | 16               | Exorreica           | Pacífico            | Pluvial          | 13.1                         | 27.1                    | 2.1                     | 371.5                    | 0                                   | 6                                   | 427.0            |
| 13000100001 | Estero Chacabuco                                 | 17               | Exorreica           | Pacífico            | Pluvial          | 13.7                         | 28.3                    | 2.2                     | 344.2                    | 1                                   | 2                                   | 655.2            |
| 13000100002 | Estero Colina hasta junta Estero Lampa           | 18               | Exorreica           | Pacífico            | Pluvial          | 11.8                         | 26.2                    | 0.4                     | 390.3                    | 3                                   | 0                                   | 673.0            |
| 1300010001  | Estero Gualtatas                                 | 19               | Exorreica           | Pacífico            | Pluvial          | 11.6                         | 26.3                    | 0.2                     | 489.9                    | 0                                   | 1                                   | 138.8            |
| 1300010002  | Estero del Arrayán                               | 20               | Exorreica           | Pacífico            | PluvioNival      | 6.7                          | 20.3                    | -4.2                    | 476.8                    | 2                                   | 0                                   | 230.8            |
| 1300010003  | Río San Francisco                                | 21               | Exorreica           | Pacífico            | PluvioNival      | 3.1                          | 16.5                    | -7.8                    | 466.0                    | 2                                   | 8                                   | 298.1            |
| 1300010004  | Río Molina                                       | 22               | Exorreica           | Pacífico            | PluvioNival      | 5.7                          | 19.4                    | -5.3                    | 504.6                    | 1                                   | 0                                   | 300.0            |
| 13000200    | Estero Puangue entre Estero Amestica y Río Maipo | 23               | Exorreica           | Pacífico            | Pluvial          | 16.1                         | 29.4                    | 5.8                     | 447.4                    | 1                                   | 2                                   | 640.6            |
| 1300020000  | Estero Amestica                                  | 24               | Exorreica           | Pacífico            | Pluvial          | 15.0                         | 27.6                    | 5.2                     | 477.1                    | 0                                   | 1                                   | 151.7            |
| 1300020001  | Estero Puangue entre Estero Zapata y Amestica    | 25               | Exorreica           | Pacífico            | Pluvial          | 15.0                         | 28.5                    | 4.4                     | 435.6                    | 0                                   | 1                                   | 544.0            |
| 13000200010 | Estero Puangue hasta junta Estero Zapata         | 26               | Exorreica           | Pacífico            | Pluvial          | 12.8                         | 26.0                    | 2.5                     | 465.5                    | 1                                   | 1                                   | 557.2            |
| 13000300    | Río Maipo entre Estero Las Mulas y Desembocadura | 27               | Exorreica           | Pacífico            | Pluvial          | 16.5                         | 29.3                    | 6.6                     | 446.2                    | 2                                   | 2                                   | 691.5            |
| 1300030000  | Estero el Sauce                                  | 28               | Exorreica           | Pacífico            | Pluvial          | 16.2                         | 28.2                    | 7.0                     | 468.9                    | 0                                   | 1                                   | 136.4            |
| 1300030001  | Estero Popeta                                    | 29               | Exorreica           | Pacífico            | Pluvial          | 15.7                         | 29.4                    | 5.4                     | 473.5                    | 0                                   | 1                                   | 379.9            |
| 1300030002  | Estero Cholqui                                   | 30               | Exorreica           | Pacífico            | Pluvial          | 14.3                         | 28.5                    | 3.7                     | 540.8                    | 1                                   | 1                                   | 260.9            |

## Hidrología

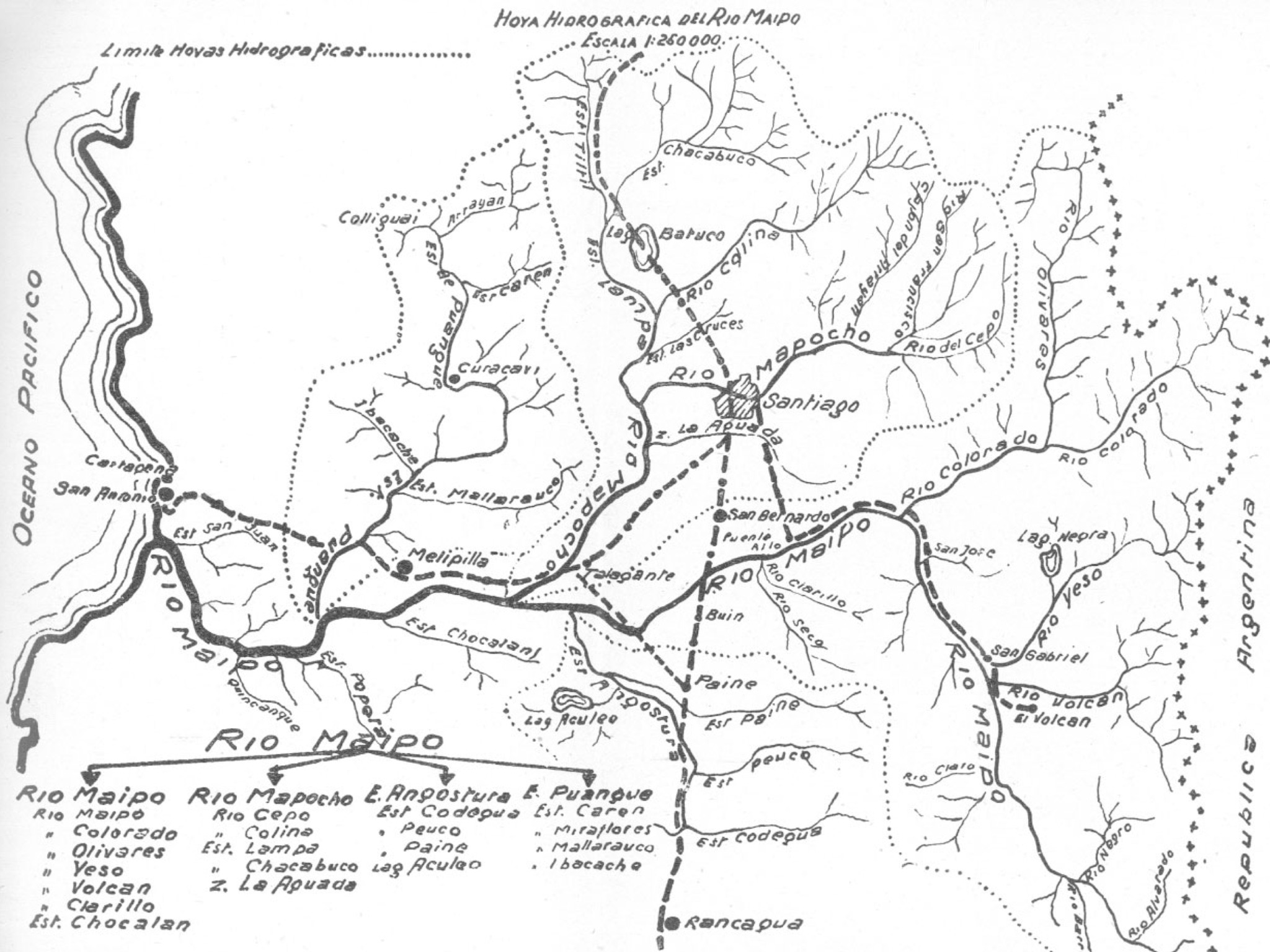
Esquema de la red hidrográfica en la cuenca 057.

### Red hidrográfica
Los cuerpos de agua considerados en esta categoría son:

### Caudales y régimen
La cuenca tiene un régimen hidrológico de alimentación mixta, siendo marcadamente nival en zonas altas y pluvial en las zonas bajas. Su caudal varía durante el año y el lugar de medición, pero su caudal medio anual en la desembocadura es de 150 m³/s.

### Glaciares
El inventario público de glaciares de Chile 2022 consigna un total de 1264 glaciares en la cuenca, de los cuales 1213 no tienen nombre. El área total cubierta es de 450.8 km² y se estima el volumen de agua almacenada en los glaciares en 14,05 km³. Los de área mayor son los glaciares Yeso 2 (24,5 km²), Yeso 1 (9,7 km²),  Yeso (9,7 km²), Volcán Tupungatito (9,6 km²).

### Humedales
La página web del Ministerio del Medio Ambiente consigna 12 humedales urbanos en la cuenca del río Maipo: embalse Larraín, estero El Puangue, estero Las Gualtatas, estero Puangue y estero La Higuera, Los Trapenses, Río Maipo de Isla de Maipo, tranque La Dehesa 1 y tranque La Dehesa 2, Baños Morales, El Trapiche, río Mapocho El Monte-Talagante, tranque La Poza y Vegas de Montaña.

## Balance hídrico

Brecha hídrica en 25 importantes cuencas de Chile.

## Clima

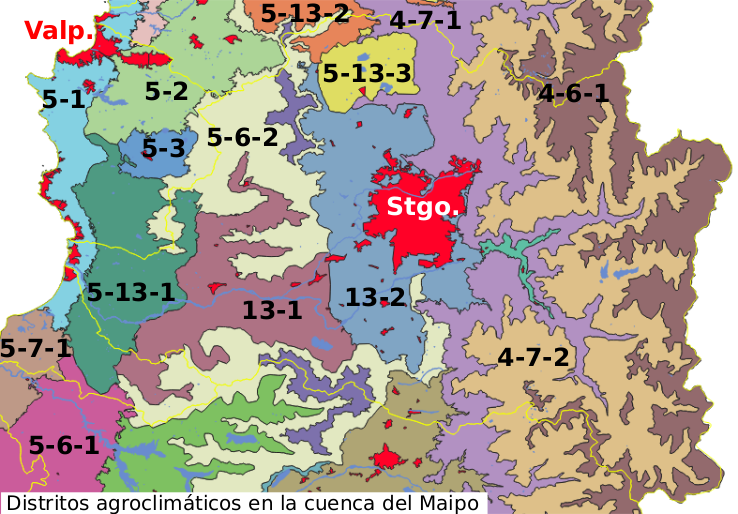
Distritos agroclimáticos en la cuenca del río Maipo. Las ciudades en color rojo y los límites de la cuenca en amarillo.

### Generación de energía eléctrica

Diagrama unifilar de las centrales hidroeléctricas en el río Maipo.